# Біль (хокейний клуб)
Біль (нім. EHC Biel, фр. Hockey Club Bienne) — хокейний клуб з міста Біль, Швейцарія. Заснований у 1939 році. Виступає у чемпіонаті Швейцарії (Національна ліга А). Домашні ігри команда проводить на «Стадіон Біль» (6,200), арена відкрита у 1973 році.
Чемпіон Швейцарії — 3 рази: (1978, 1981, 1983).

## Назви клубу
- Айс-Хокей-Клуб Біль (1939—1947)
- ЕХК Торнадо Біль (1947—1948)
- ЕХК Біль (1948—1998)
- Айс-Хокей-Клуб Біль АГ (з 1998)

## Історія

### Створення та становлення (1939—1959)
Хокейний клуб «Біль» заснований у 1939 році Генріхом Плюссом, через внутрішні розбіжності вийшов з клубу та заснував клуб «Торнадо» Біль. 25 вересня 1947 року клуби об'єдналися, президентом став Генріх Плюсс, також змінилась назва — ЕХК Торнадо Біль. 1 серпня 1948 року клуб знову змінив назву на ЕХК «Біль». Клуб виступав на той момент у аматорській лізі.
У 1956 році в клубу виникли фінансові труднощі, через що його президентом став Віллі Гассманн, власник газети «Bieler Tagblatt». Клуб продовжував свої виступи у першій аматорській лізі.
Наприкінці 1950-х років зростає кількість шанувальників клубу, на центральних матчах чемпіонату збирається до 3000 вболівальників, і це на відкритій ковзанці. У 1958 році прийнято рішення про будівництво льодової арени у короткий час. 17 листопада 1958 року відбулась перша гра у новому палаці спорту, розрахованому на 4000 глядачів. Офіційне відкриття відбулось 21 листопада під час товариського матчу проти багаторазових чемпіонів Швейцарії ЕХК «Ароза». 5000 глядачів стали свідками перемоги хокейної команди Близько 4:2. В останній грі сезону 7000 глядачів стали свідками перемоги ХК «Біль» над ХК «Мартіньї» 9:4 та виходом останніх до НЛБ. У наступному сезоні ХК «Біль» пропустив до НЛБ «Ажуа».

### Сезони (1960—1977)
У зв'язку із розширенням Національної ліги B, ХК «Біль» разом із ХК «Вінтертур» підвищились у класі. Свій перший сезон, команда закінчила на четвертому місці. У сезоні 1963/64 років хокеїсти з Біля виграють Східну групу НЛБ. У фінальній серії поступились у двох матчах ХК «Серветт-Женева» 0:7 та 1:8.
Протягом наступних 11 сезонів команда грає у НЛБ. На початку 70-х років улюбленцем мсіцевих вболівальників став канадець Стів Латінович. У другій половині сезону 1972/73 відкрили новий палац спорту «Стадіон Біль». Саме з цього сезону команда починає свій шлях до НЛА, посідаючи переважно другі місця у НЛБ та має чималий інтерес з боку глядачів, так на матч із СК «Берн» стадіон збирає 9'411 глядачів, рекордну аудиторію у домашній грі.
Сезон 1974/75 років став переломним у історії клубу, ХК «Біль» здобуває перемогу у НЛБ та виходить до Національної ліги А.
Свій перший сезон в НЛА клуб закінчує на другій позиції. Наступного сезону торішній дебютант стає бронзовим призером, цей сезон став відкриттям таланту вортаря Олів'є Анкена (проведе у клубі з 1976 по 1994 роки).

### Триразові чемпіони Швейцарії (1977—1990)
У сезоні 1977/78 років ХК «Біль» виграє перший чемпіонський титул. У останньому турі перемогли ХК «Клотен» 4:1, випередивши на одне очко ХК «Лангнау».
У наступному сезоні клуб відзначив ювілей — 40 років та здобув черговий срібний комплект нагород. Провалом можна вважати сезон 1979/80, в якому команда посіла четверте місце.
Сезон 1980/81 розпочав з того що посилив склад іноземцями: Серж Мартель, Річмонд Госселін. Команда одразу захопила лідерство, закінчивши попередній етап на першому місці, а на другому етапі цей успіх було розвинуто, клуб фінішував випереджаючи ЕХК «Ароза» на сім очок та середньою відвідуваністю 7784 глядачів.
У сезоні 1981/82 ХК «Біль» веде боротьбу за виживання, закінчивши попередній етап на шостому місці та випередивши СК «Берн» завдяки перемозі в особистій зустрічі 3:2. У фінальному раунді вони так і залишились на шостому місці у підсумковій таблиці.
Наступний свій золотий сезон команда починала далеко не фаворитом, серед претендентів на золото були: ХК «Давос» та ЕХК «Ароза». Попередній етап команда закінчила на другому місці пропустивши вперед лише ХК «Давос». У фінальному раунді команда виграє дев'ять з десяти матчів (поступились лише ХК «Давос») та виграли третій титул чемпіонів.
Захист титулу не вдався у сезоні 1983/84, який складався з чотирьох етапів, у підсумку команда посіла п'яте місце.
Сезон 1984/85 пройшов у бротьбі за виживання, в підсумку клуб посів шосте місце.
Наступний сезон ХК «Біль» зупився на крок від плей-оф відставши від ХК «Сьєр» на чотири очка, до активу можна занести, те що найкращим бомбардиром чемпіонату став Норман Дюпон — 92 очка (43 + 49).
З сезону 1987/88 починається епоха шведського тренера Бйорна Кіндінга, який відносно успішно працював протягом чотирьох років. В основному складі з'явились вихованці власної молодіжної команди. Клуб посідає п'яте місце, а Норман Дюпон стає найкращим бомбардиром першого етапу чемпіонату. У сезоні 1988/89, клуб кваліфікувався вперше до плей-оф, але поступився у чвертьфіналі СК «Берн» (1:4, 2:5).
У сезоні 1989/90 команда на першому етапі посідає третє місце, Норман Дюпон стає найкращим бомбардиром першого етапу чемпіонату — 74 очка (38 + 36). У плей-оф чвертьфіналу, ХК «Біль» переміг «Цуг» 2:1, 6:5. У півфіналі поступились СК «Берн» 4:3, 2:6, 2:3, 6:9.

### Сезони 1990—2008

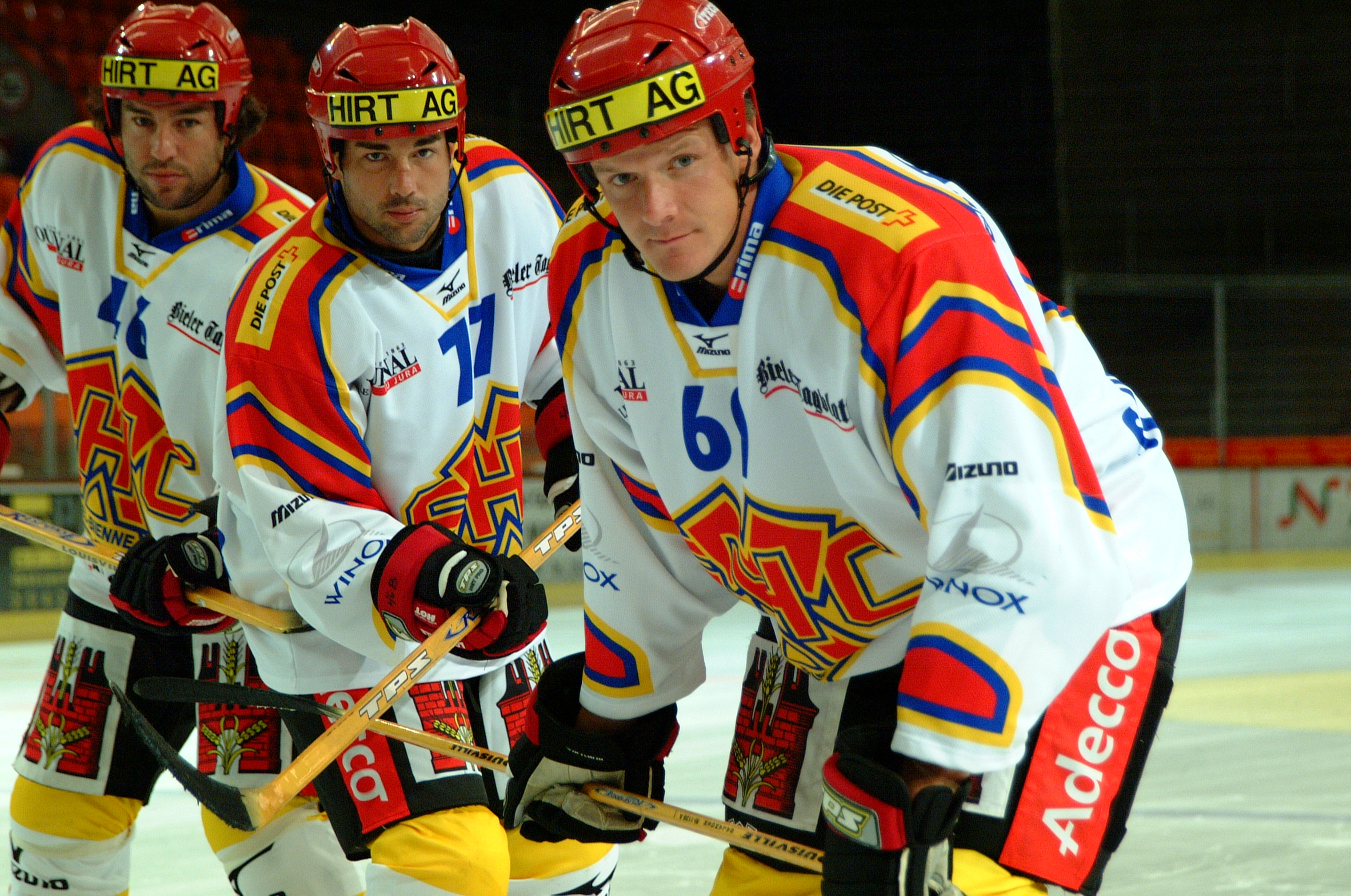
Гравці 2004 року

Сезон 1990/91 команда фактично провалює, займаючи сьоме місце у кваліфікації та три поразки у чвертьфіналі проти ХК «Луґано» 3:4, 1:3, 3:4. Головний тренер Кіндінг відправлений у відставку в середині сезону, його замінив Дік Деклоу, який до цього тренував СК «Лісс» (НЛБ).
Лідери клубу Норман Дюпон та Марк Лойенбергер покинули команду. Жан-Жак Ешліманн, Лоран Стеглін та Гастон Жингра перейшли до ХК «Луґано». У зв'язку з політичними змінами в країнах Східного блоку у 1991/92 році в клубі з'явились два гравці з колишнього Радянського Союзу із українського клубу «Сокіл» — захисник Валерій Ширяєв та нападник Раміль Юлдашев, він став найкращим бомбардиром клубу набравши 56 очок у 44 матчах. У чвертьфіналі плей-оф ХК «Біль» поступився «Фрібур-Готтерон» — 2:2 (бул. 4:1), 3:4 (ОТ), 2:11, 4:8.
Сезон 1992/93 «Біль» почав під керівництвом головного тренера Брора Ганссона. Клуб посів восьме місце у регулярному чемпіонаті та вийшов до плей-оф, де у чвертьфіналі поступився ХК «Клотен» 1:8, 1:4, 2:6, 2:4. Після закінчення сезону подав у відставку тренер Брор Ганссон.
У сезоні 1993/94 має проблеми (через травми) найкращого бомбардира Раміля Юлдашева, також є проблеми у іншого лідера Валерія Ширяєва (він набрав тільки 26 очок у 34 матчах). Зрештою клуб посів останнє місце у кваліфікації та вперше не потрапив до плей-оф, але потрапив до плей-оф за збереження місця в НЛА, де переміг «Ольтен» 2:3, 2:7, 7:3, 10:4, 3:1, 4:3(бул.) та зберіг прописку у НЛА.
У сезоні 1994/95 Кріс Челіос під час локауту НХЛ відіграв три гри у складі ХК «Біль», у його активі три гольові передачі, надалі отримав травму та припинив виступи. Цього сезону почалась реорганізація клубу (через фінансові проблеми), сам клуб зайняв останнє місце у кваліфікації та поступився у плей-оф за збереження місця в НЛА СК «Рапперсвіль-Йона» 7:0, 4:5(ОТ), 4:5(ОТ), 4:2, 4:7, 3:7.

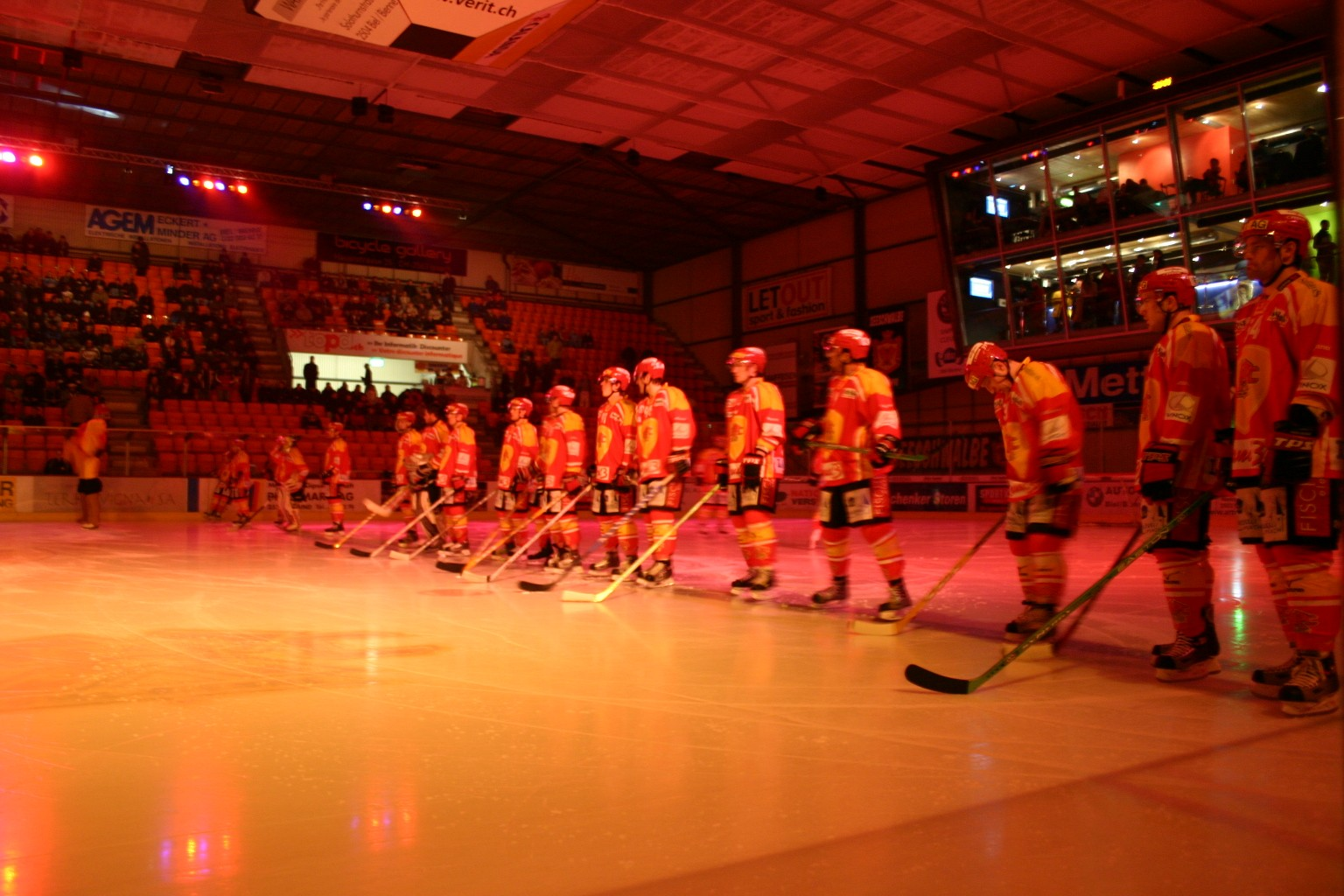
Перед початком матчу у 2006 році

Сезон 1995/96 років клуб проводить у НЛБ, де у регулярному сезоні займає сьоме місце та поступається у плей-оф Ла Шо-де-Фон 0:3 (0:7, 3:4, 3:4).
Наступний сезон клуб закінчив на восьмому місці, а у плей-оф поступився в серії 2:3 «Тургау».
У сезоні 1997/98 ХК «Біль» у регулярному чемпіонаті робить прорив, займає друге місце, у плей-оф такі результати: чвертьфінал Grasshopper Club Zürich 3:2, півфінал «Тургау» 3:0, а у фіналі поступились «Лангнау» 1:3. Регулярний чемпіонат сезону 1998/99 клуб закінчює на четвертому місці, а у плей-оф обігрує у чвертьфіналі ХК «Лозанна» 3:1, у півфіналі поступився ЕХК «Кур» 1:3.
Команда посіла п'яте місце у регулярному сезоні 1999/2000 років, з перемоги стартують у плей-оф над «Тургау» 3:2 (5:1, 7:5, 2:4, 1:5, 4:2), а у півфіналі поступились ЕХК «Кур» 1:3 (2:3, 4:2, 2:5, 2:3).
Новий тренер Маркус Граф «вдихнув» у клуб нове життя. Регулярний чемпіонат закінчили на другому місці, у плей-оф в чвертьфіналі перемогли у серії «Ажуа» 3:1, у півфіналі ХК «Серветт-Женева» 3:1 але програє фінал ХК «Лозанна» 0:3.
Нервовим став сезон 2001/02 років, третє місце у кваліфікації та виліт у чвертьфіналі, програли ХК «Ажуа» 2:3. За тим же сценарієм пройшов і сезон 2002/03, клуб посів третє місце, у чвертьфіналі перемогли «Тургау» 4:1 (6:2; 1:4; 4:2; 9:5; 4:1), а у півфіналі програли «Базелю» 1:4 (4:6; 2:3; 0:4; 2:1; 0:7).
У сезоні 2003/04 клуб очолив Чарлі Опплігер, як результат перше місце у регулярному чемпіонаті. Плей-оф ХК «Біль» проходить без поразок, у чвертьфіналі здолали ЕХК «Кур» 4:1 (4:2; 3:2 ОТ; 4:5 Б; 5:3; 4:3 ОТ), у півфіналі перемогли ХК «Ажуа» 4:1 (5:1; 4:1; 2:3; 5:2; 10:2), а у фіналі ХК «Сьєр» 3:2 (3:1; 2:4; 5:1; 0:3; 4:3 ОТ). Клуб вперше за дев'ять років ХК «Біль» отримав право на повернення до НЛА але у перехідній серії поступились ХК «Лозанна» 0:4 (2:3 ОТ, 1:5, 3:4, 1:5).

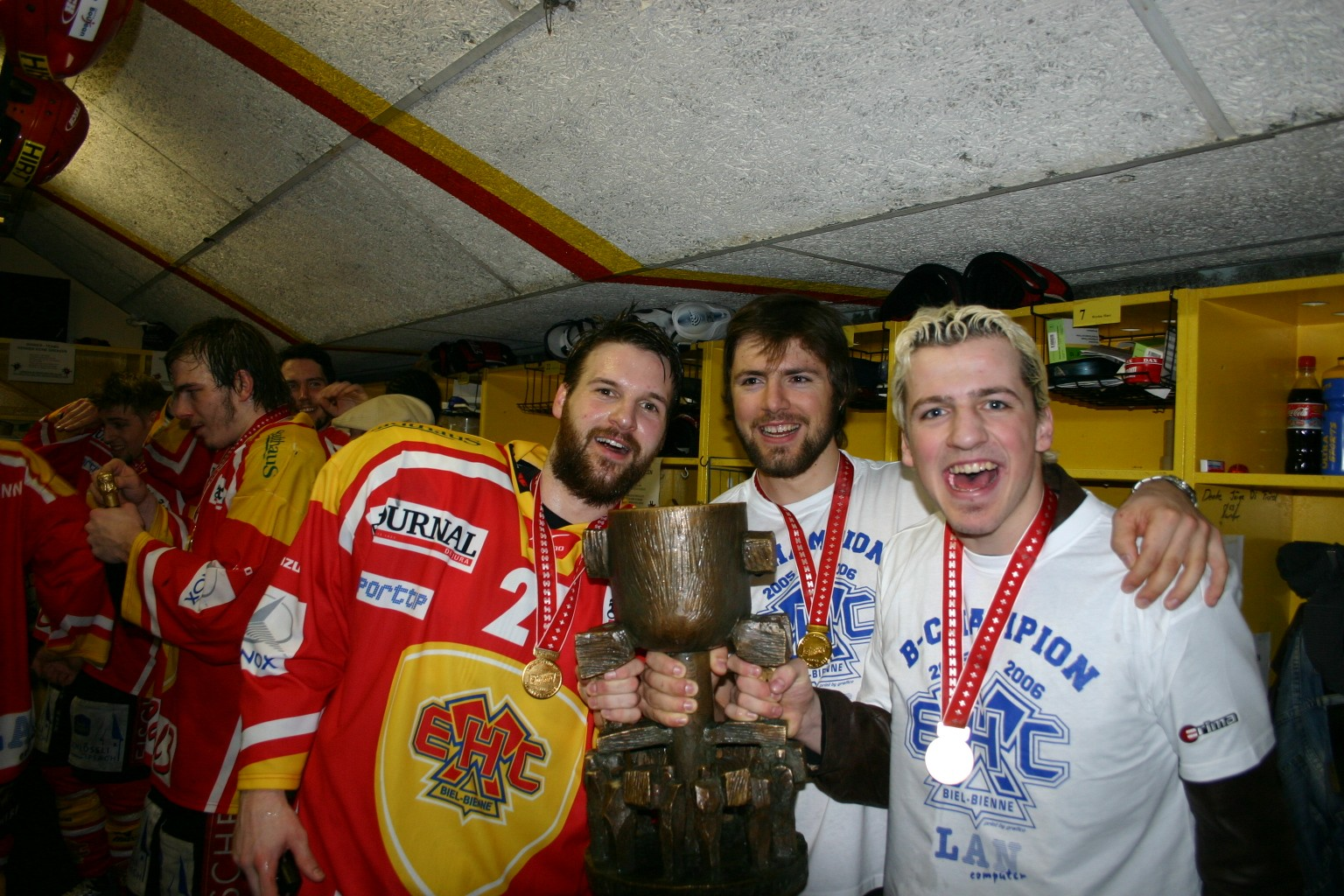
Чемпіони НЛБ 2006

Черговим локаутом скористався ХК «Біль» у сезоні 2004/05 років, його посилили гравці НХЛ: Бен Клаймер та Тайлер Райт. Посівши друге місце у регулярному чемпіонаті, здолали у чвертьфіналі ГСК Лайонс 4:2 та поступились у півфіналі ХК «Сьєр» 2:4.
Сезон 2005/06 став чемпіонським. ХК «Біль» виграв регулярний чемпіонат. У плей-оф почергово здолав ГСК Лайонс 4:1 (5:2, 6:2, 2:5, 5:2, 4:1), ХК «Лозанна» 4:1 (11:3, 5:3, 5:2, 4:5, 8:1) та ХК «Сьєр» 4:1 (5:2, 3:2, 3:4, 5:3, 10:0). У серії перехідних матчів з найгіршим клубом НЛА «Фрібур-Готтерон» поступився 2:4 (3:6, 2:3, 5:1, 2:7, 3:1, 3:5).
Наступний сезон став також чемпіонським, цього разу пропустили вперед у регулярному чемпіонаті «Лангенталь» але без проблем пройшли серію плей-оф. Перемогли ХК «Ажуа» 4:2 (5:4; 3:2 ОТ; 4:6; 2:4; 9:3; 4:3 Б); ХК «Лозанна» 4:1 (2:1; 4:3 ОТ; 6:4; 4:5; 7:3); у фіналі «Вісп» 4:2 (8:3; 3:6; 5:2; 5:6 ОТ; 6:3; 3:2 Б). У серії перехідних матчів з найгіршим клубом НЛА поступились Лангнау Тайгерс 1:4 (1:4, 2:5, 5:2, 1:6, 3:5).
Після двох відносно невдалих сезонів клуб оновив склад підсиливши основу легіонерами Сержем Обеном, Ніком Науменко та іншими. З відривом у сім очок виграють регулярний чемпіонат. У плей-оф почергово долають «Ольтен» 4:1 (3:2; 5:1; 2:3; 4:3; 3:2); ХК «Ажуа» 4:3 (1:0; 1:6; 4:2; 3:0; 1:2 ОТ; 3:5; 4:2); «Ла Шо-де-Фон» 4:1 (3:2; 3:2; 1:3; 4:3; 5:1). У серії перехідних матчів з найгіршим клубом НЛА перемогли «Базель» 4:0 (2:1, 4:1, 2:1, 3:2), таким чином ХК «Біль» через тринадцять років 8 квітня 2008 року повернувся до НЛА.

### Національна ліга А (з 2008 року)
Перший сезон після повернення до НЛА ХК «Біль» у регулярному чемпіонаті посів останнє місце та виступав у втішному плей-оф поступившись Лангнау Тайгерс 3:4 (1:5, 4:1, 4:3, 2:3, 0:5, 4:3, 1:5); Амбрі-Піотта 2:4 (4:2; 3:2; 1:5; 0:2; 5:7; 3:4) та виграв у серії матчів із чемпіоном НЛБ ХК «Лозанна» 4:3 (4:5 ОТ, 2:4, 6:3, 4:1, 3:1, 1:6, 5:1).
Наступного сезону клуб у попередньому раунді посів дев'яте місце, у втішному плей-оф поступились «Амбрі-Піотта» 2:4 (4:1, 6:7, 2:5, 4:5, 4:1, 2:3 ОТ) та «Лангнау Тайгерс» 1:4 (2:5, 3:5, 4:2, 3:6, 1:4). Врятувався ХК «Біль» у серії матчів із чемпіоном НЛБ ХК «Лозанна» 4:2 (4:2, 8:3, 1:5, 0:4, 1:4, 4:1, 3:2).
Більш вдало ХК «Біль» провів сезон 2010/11 років, команда знову посіла дев'яте місце але у втішному плей-оф одразу вирішили проблеми подальшої участі у НЛА перегравши у серії «Амбрі-Піотта» 4:2 (0:1, 1:2, 2:1, 4:0, 2:0, 5:2).
Сезон 2011/12 клуб завершив на восьмому місці та потрапив після 19-ти річної перерви до плей-оф. Чвертьфінальну серію програли «Цуг» 1:4 (1:3, 1:4, 4:5 ОТ, 4:3, 2:5).
Незважаючи на найменший бюджет серед команд НЛА, клуб зайняв восьме місце у кваліфікації з відривом від дев'ятого у 9 очок, ще до активу можна занести четверте місце серед найкращих бомбардирів Якоба Мікфлікера — 50 очок (21 + 29). У плей-оф дали бій «Фрібур-Готтерон» але поступились 3:4 (2:4, 1:4, 2:3, 5:4 Б, 3:1, 4:3 Б, 1:6). Після цього чемпіонату команду залишив її перший номер, воротар Рето Берра, який провів за клуб 205 матчів.
Чемпіонат 2013/14 клуб знову вів боротьбу за виживання, посів одинадцяте місце у кваліфікації, не дуже вдало і відіграли у втішному раунді третє місце і попереду два раунди спочатку з Рапперсвіль-Йона Лейкерс 2:4 (3:2 ОТ, 1:3, 2:3, 4:3 ОТ, 1:4, 4:5), а потім перемога у серії матчів із чемпіоном НЛБ «Вісп» 4:1 (5:2, 2:5, 5:1, 4:1, 3:2).
Найбільший успіх у команди в сезоні 2022/23 вихід до фіналу плей-оф, де поступились за сумою семи матчів 3:4 «Женева-Серветт».

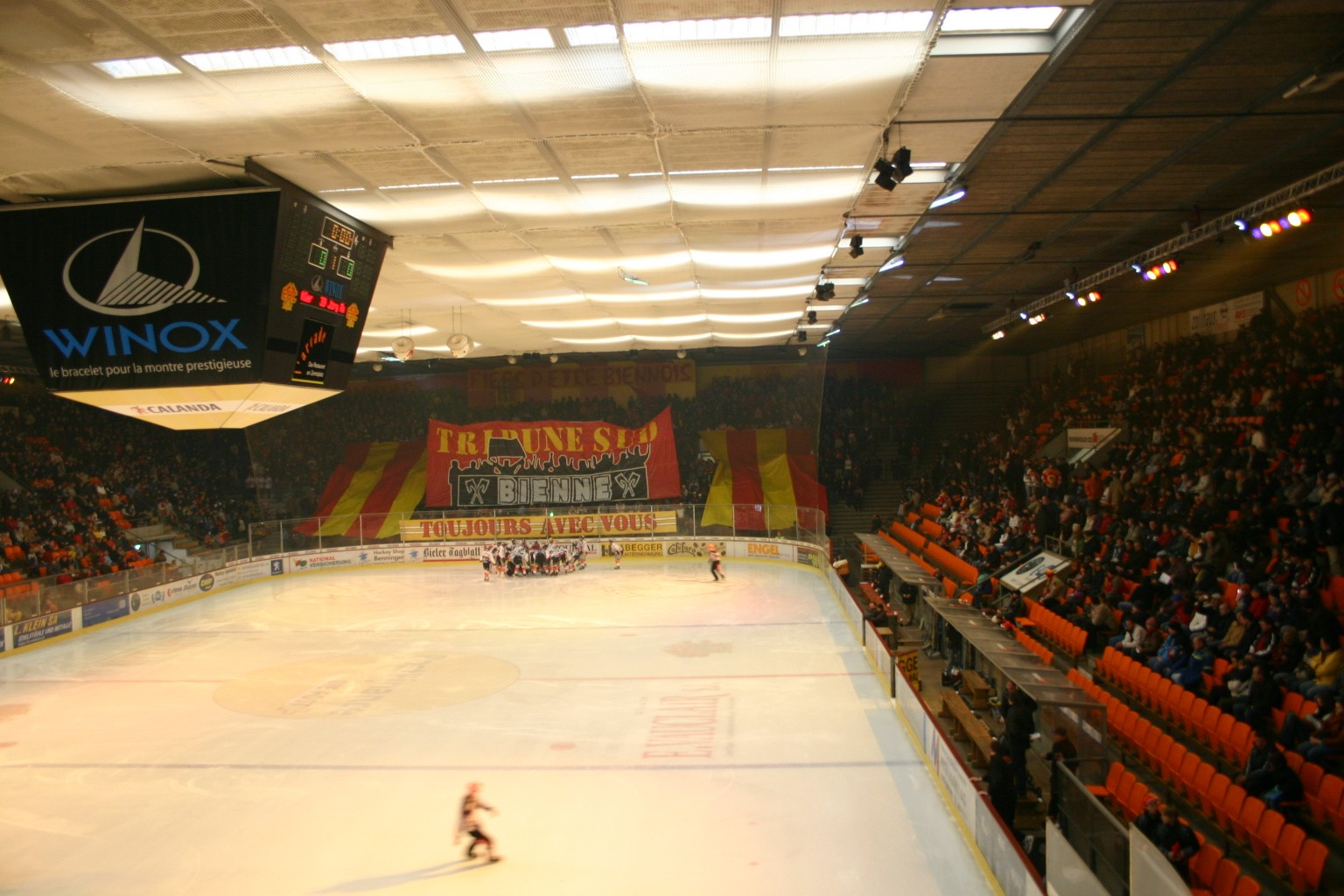
«Стадіон Біль»

## Домашня арена
До 1958 року клуб виступав на відкритій ковзанці, на матчі збирались до 5 тисяч глядачів. Нова арена «Стадіон Біль» побудована 1973 року, у свій час була однією із найкращих арен, включає хокейний майданчик, футбольне поле та ковзанку для керлінгу. У сезоні 1980/81 збирала у середньому 7'784 глядачів щоматчу. Менше збиралось глядачів у 2008/09 роках (перший сезон у НЛА після повернення) 5'015 глядачів.

## Результати з 1974/75 років
| Сезон   | Ліга | Місце     | Плей-оф                   | Сезон   | Ліга | Місце     | Плей-оф                          |
| ------- | ---- | --------- | ------------------------- | ------- | ---- | --------- | -------------------------------- |
| 1974/75 | НЛБ  | 1. Місце  | Чемпіон НЛБ/Аутсайдер НЛА | 1975/76 | НЛА  | 2. Місце  | не проводився                    |
| 1976/77 | НЛА  | 3. Місце  | не проводився             | 1977/78 | НЛА  | 1. Місце  | Чемпіон Швейцарії                |
| 1978/79 | НЛА  | 3. Місце  | не проводився             | 1979/80 | НЛА  | 4. Місце  | не проводився                    |
| 1980/81 | НЛА  | 1. Місце  | Чемпіон Швейцарії         | 1981/82 | НЛА  | 5. Місце  | Фінальний раунд                  |
| 1982/83 | НЛА  | 1. Місце  | Чемпіон Швейцарії         | 1983/84 | НЛА  | 5. Місце  | Фінальний раунд                  |
| 1984/85 | НЛА  | 5. Місце  | Фінальний раунд           | 1985/86 | НЛА  | 5. Місце  | Не потрапили                     |
| 1986/87 | НЛА  | 6. Місце  | Не потрапили              | 1987/88 | НЛА  | 5. Місце  | Не потрапили                     |
| 1988/89 | НЛА  | 6. Місце  | Чвертьфінал               | 1989/90 | НЛА  | 3. Місце  | Півфінал                         |
| 1990/91 | НЛА  | 7. Місце  | Чвертьфінал               | 1991/92 | НЛА  | 8. Місце  | Чвертьфінал                      |
| 1992/93 | НЛА  | 8. Місце  | Чвертьфінал               | 1993/94 | НЛА  | 10. Місце | Перехідна серія                  |
| 1994/95 | НЛА  | 10. Місце | Виліт з НЛА               | 1995/96 | НЛА  | 7. Місце  | Чвертьфінал                      |
| 1996/97 | НЛБ  | 8. Місце  | Чвертьфінал               | 1997/98 | НЛБ  | 2. Місце  | Фінал                            |
| 1998/99 | НЛБ  | 4. Місце  | Півфінал                  | 1999/00 | НЛБ  | 5. Місце  | Півфінал                         |
| 2000/01 | НЛБ  | 2. Місце  | Фінал                     | 2001/02 | НЛБ  | 6. Місце  | Чвертьфінал                      |
| 2002/03 | НЛБ  | 3. Місце  | Півфінал                  | 2003/04 | НЛБ  | 1. Місце  | Чемпіон НЛБ                      |
| 2004/05 | НЛБ  | 2. Місце  | Півфінал                  | 2005/06 | НЛБ  | 1. Місце  | Чемпіон НЛБ                      |
| 2006/07 | НЛБ  | 2. Місце  | Чемпіон НЛБ               | 2007/08 | НЛБ  | 1. Місце  | Чемпіон НЛБ/Аутсайдер НЛА        |
| 2008/09 | НЛА  | 12. Місце | Кваліфікаційний раунд     | 2009/10 | НЛА  | 9. Місце  | Кваліфікаційний раунд            |
| 2010/11 | НЛА  | 9. Місце  | 1. Плей-оф-раунд          | 2011/12 | НЛА  | 8. Місце  | Чвертьфінал                      |
| 2012/13 | НЛА  | 8. Місце  | Чвертьфінал               | 2013/14 | НЛА  | 11. Місце | Кваліфікаційний раунд            |
| 2014/15 | НЛА  | 8. Місце  | Чвертьфінал               | 2015/16 | НЛА  | 11. Місце | Кваліфікаційний раунд            |
| 2016/17 | НЛА  | 8. Місце  | Чвертьфінал               | 2017/18 | НЛА  | 3. Місце  | Півфінал                         |
| 2018/19 | НЛА  | 4. Місце  | Півфінал                  | 2019/20 | НЛА  | 5. Місце  | Плей-оф скасовано через COVID-19 |
| 2020/21 | НЛА  | 7. Місце  | Плей-оф                   | 2021/22 | НЛА  | 6. Місце  | Чвертьфінал                      |
| 2022/23 | НЛА  | 2. Місце  | Фінал                     | 2023/24 | НЛА  | 9. Місце  | Кваліфікаційний раунд            |

## Молодіжна команда
Молодіжна команда заснована 16 червня 2003 року, у клубі займається близько 113 молодих гравців 6-18 років, поділені на 10 вікових груп. Серед вихованців: Патрік фон Гунтен, Філіпп Рітц, Мартін Штайнеггер та колишній гравець НХЛ Майкл Різен.

## Логотипи

1970-ті
1975-1985
з 1985
Кінець 1980 - початок 1990
середина 90-х
1994/95
1995—2011
з 2011